# Hydroporus fuscipennis
Hydroporus fuscipennis är en skalbaggsart som beskrevs av Hermann Rudolph Schaum 1868. Hydroporus fuscipennis ingår i släktet Hydroporus och familjen dykare. Arten är reproducerande i Sverige. Inga underarter finns listade i Catalogue of Life.

## Bildgalleri

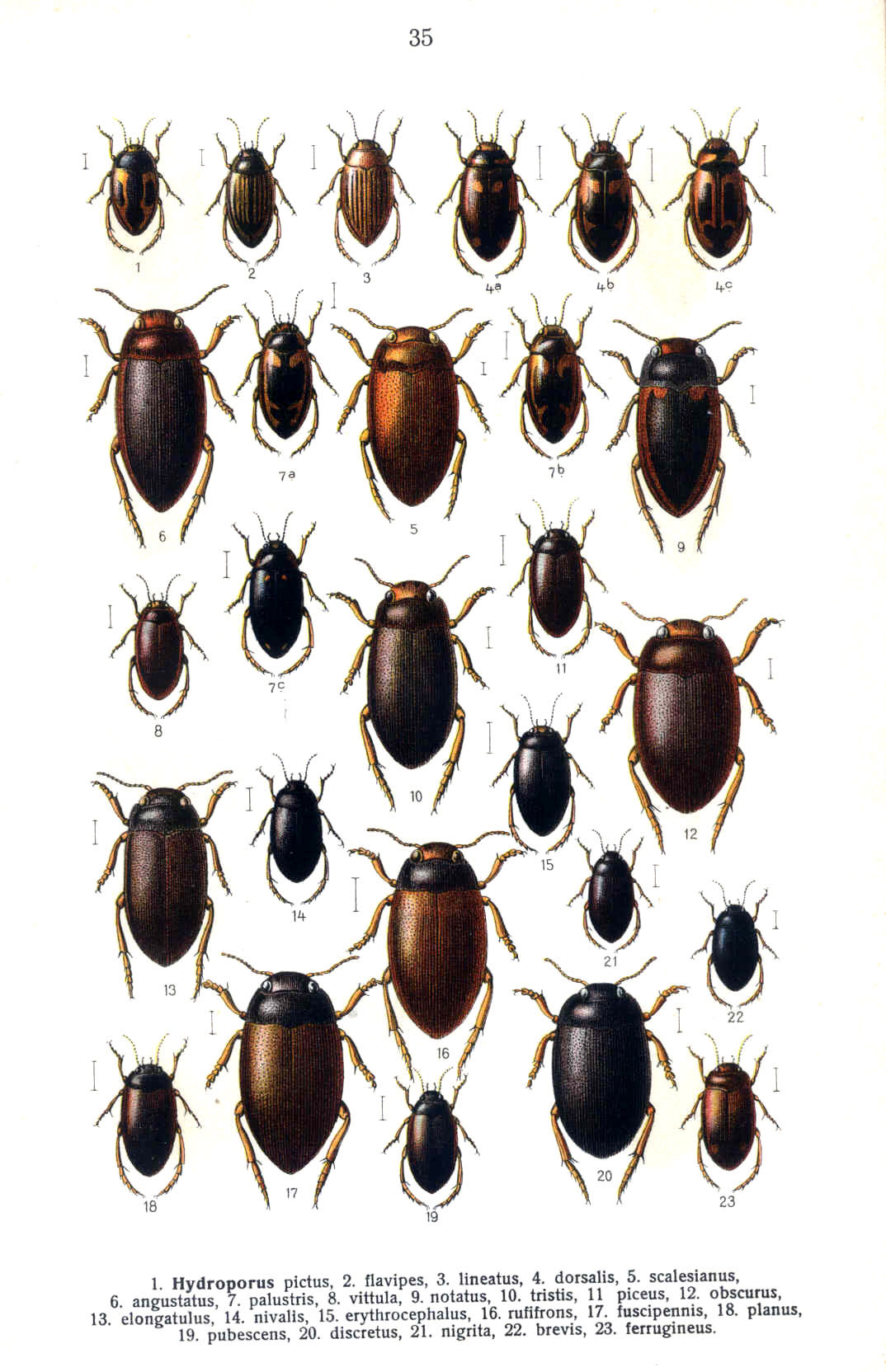
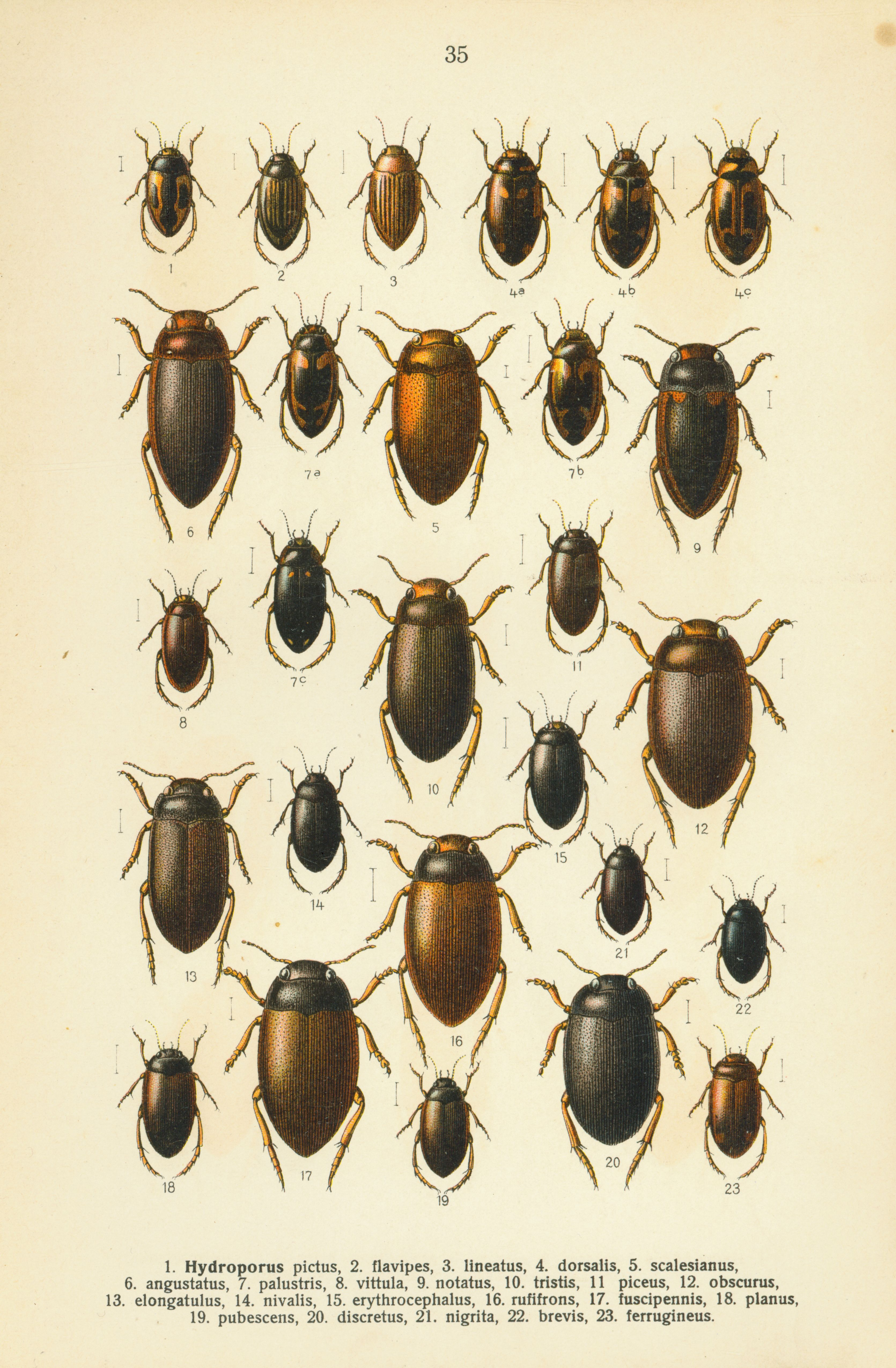